# Rupelmonde
Rupelmonde is een dorp in de Belgische provincie Oost-Vlaanderen en een deelgemeente van de gemeente Beveren-Kruibeke-Zwijndrecht; het was een zelfstandige gemeente tot aan de gemeentelijke herindeling van 1977. De plaats ligt tegenover de uitmonding van de rivier de Rupel in de Schelde en de inwoners worden Rupelmondenaars genoemd. De plaats is bekend als geboorteplaats van Gerardus Mercator.
Rupelmonde heeft de kleinste oppervlakte van de deelgemeenten van Beveren-Kruibeke-Zwijndrecht, maar is wel dichtbevolkt, wat te danken is aan een rijk verleden als stedelijk gebied. Aan het oude haventje van het dorp mondt de oorspronkelijk tijgebonden beek Vliet uit in de Schelde. 

## Oorsprong van de naam
De naam Rupelmonde is van een zodanige Vlaamse oorsprong dat het nauwelijks veranderingen heeft ondergaan in de loop der tijd. De plaatsnaam is gebaseerd op de monding van de Rupel, waar de gemeente een uitzicht op heeft. Slechts een klein aantal oorkonden wijken af van de hedendaagse schrijfwijze, varianten zijn: Ruppelmonde in 1200, Ri(p)plemonde in 1334, Rupplemonde in 1327, verder zien we ook Repelmonde en Rypelmonde opduiken in eerder Brabantse bronnen. Soms wordt er naar Rupelmonde verwezen als Mercatorstede. In het hedendaagse dialect heet de plaats Repmond.

## Geschiedenis

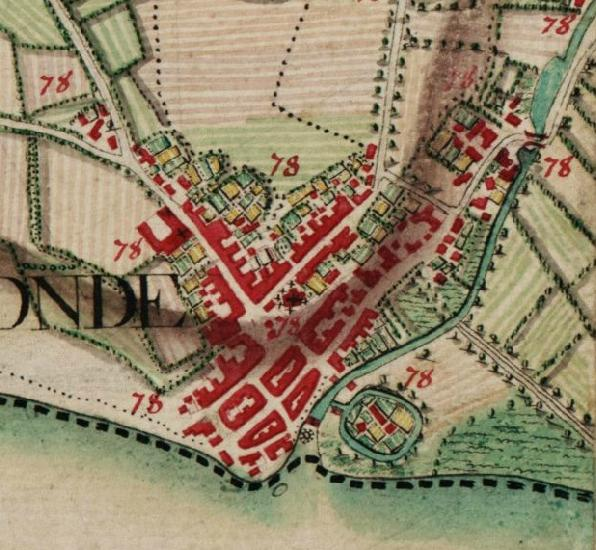
Ferrariskaart van de stad uit 1770-1777

De allereerste meldingen over een nederzetting op deze plaats hebben het over een Romeins militair castrum. Dit zou van groot strategisch belang zijn geweest, gezien de ligging. De Romeinen hadden zo een goed overzicht over de aanpalende vijandelijke gebieden van de Nerviërs, Atrebati en Menapiërs.
Vlaamse kronieken spreken in de 9e eeuw voor het eerst over de stad Rupelmonde. In diezelfde eeuw werd de stad en haar kasteel gedeeltelijk verwoest door doortrekkende Noormannen.
Vanaf de 12e eeuw ontwikkelde Rupelmonde zich tot een belangrijke handelsplaats. In 1271 verleende Margaretha van Constantinopel de stad het privilege om tol te heffen op de Schelde en de Rupel. Vanaf de 14e eeuw bezat Rupelmonde stadsrechten. In de late Middeleeuwen volgde na vele oorlogen de economische neergang.

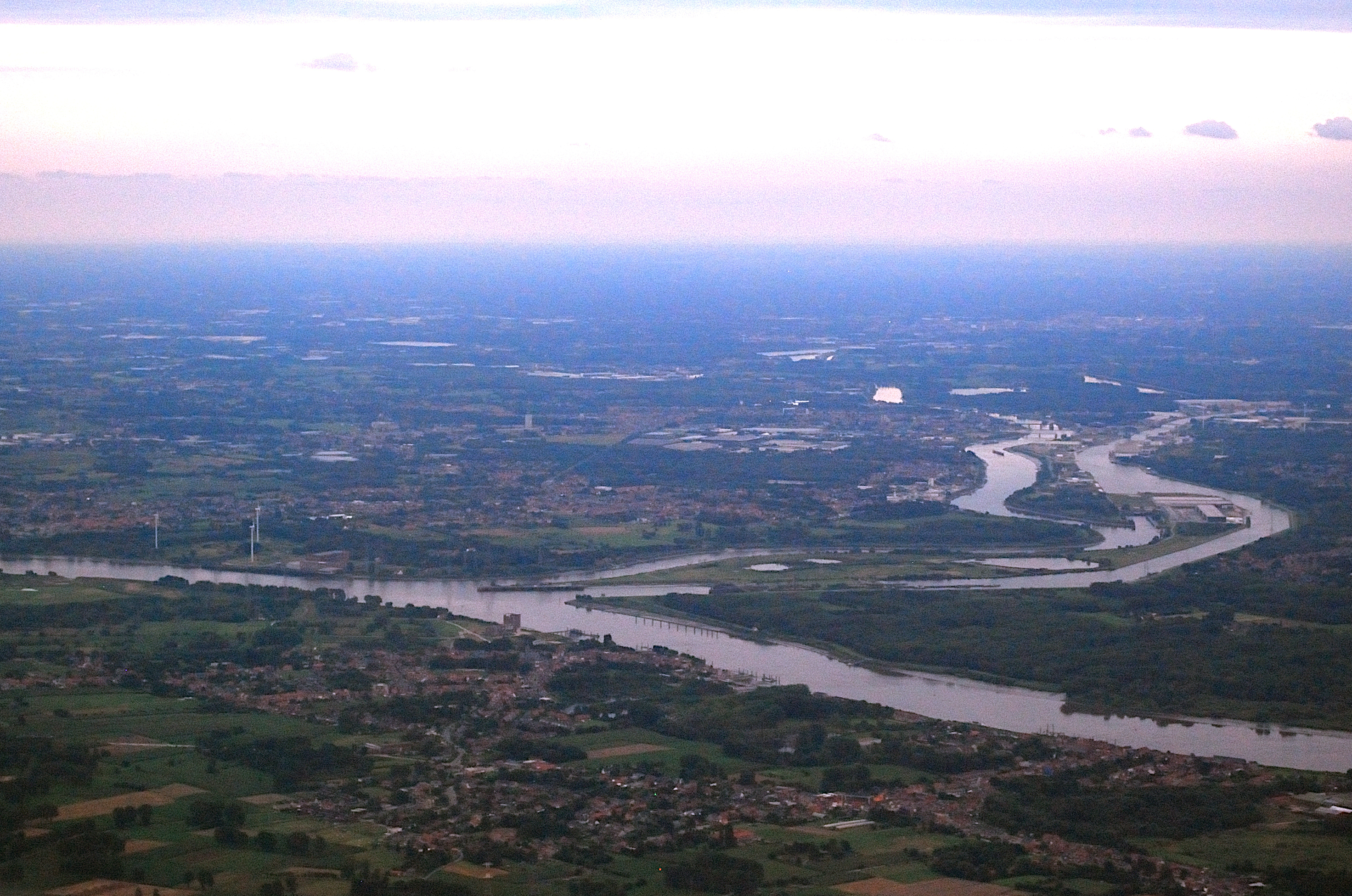
Rupelmonde tegenover de monding van de Rupel

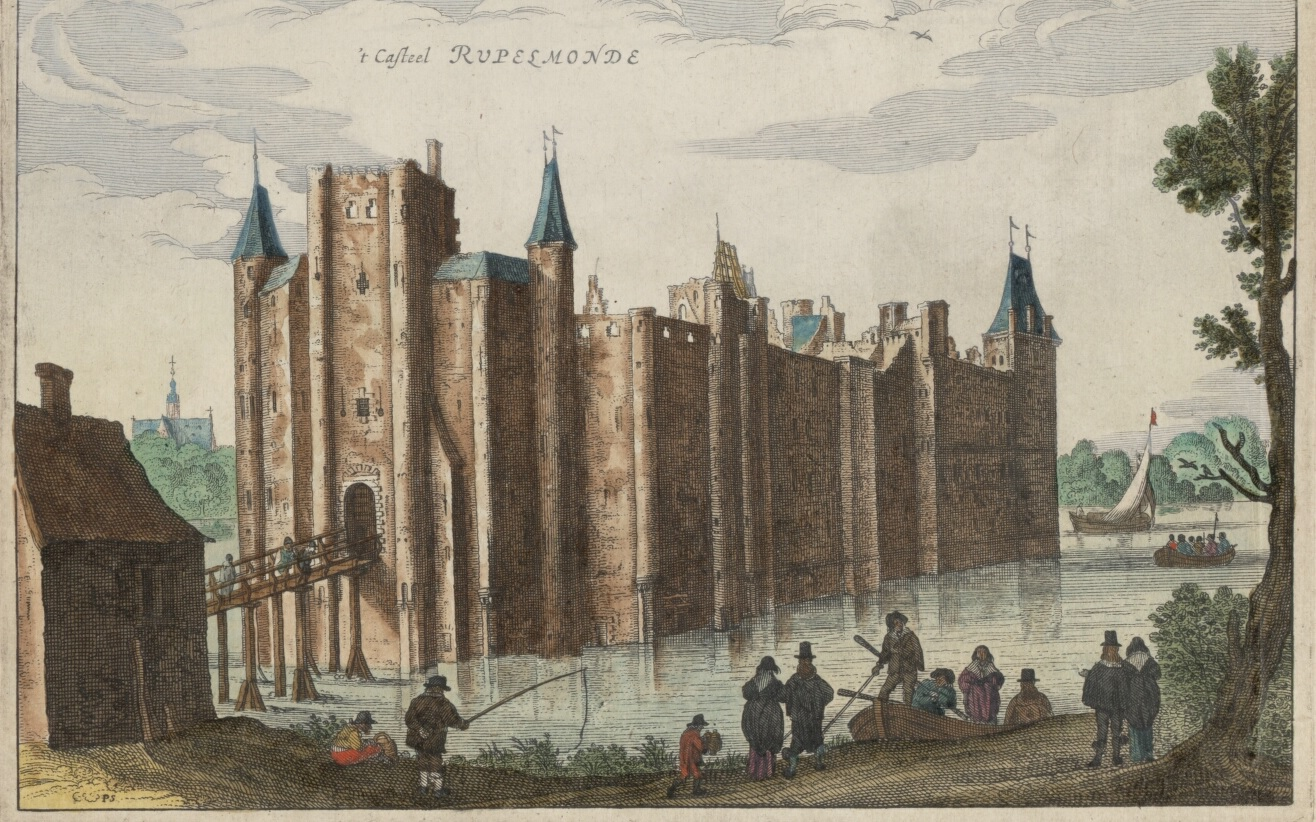
Kasteel van Rupelmonde in de eerste helft van de 17e eeuw (afbeelding uit Flandria illustrata, 1641)

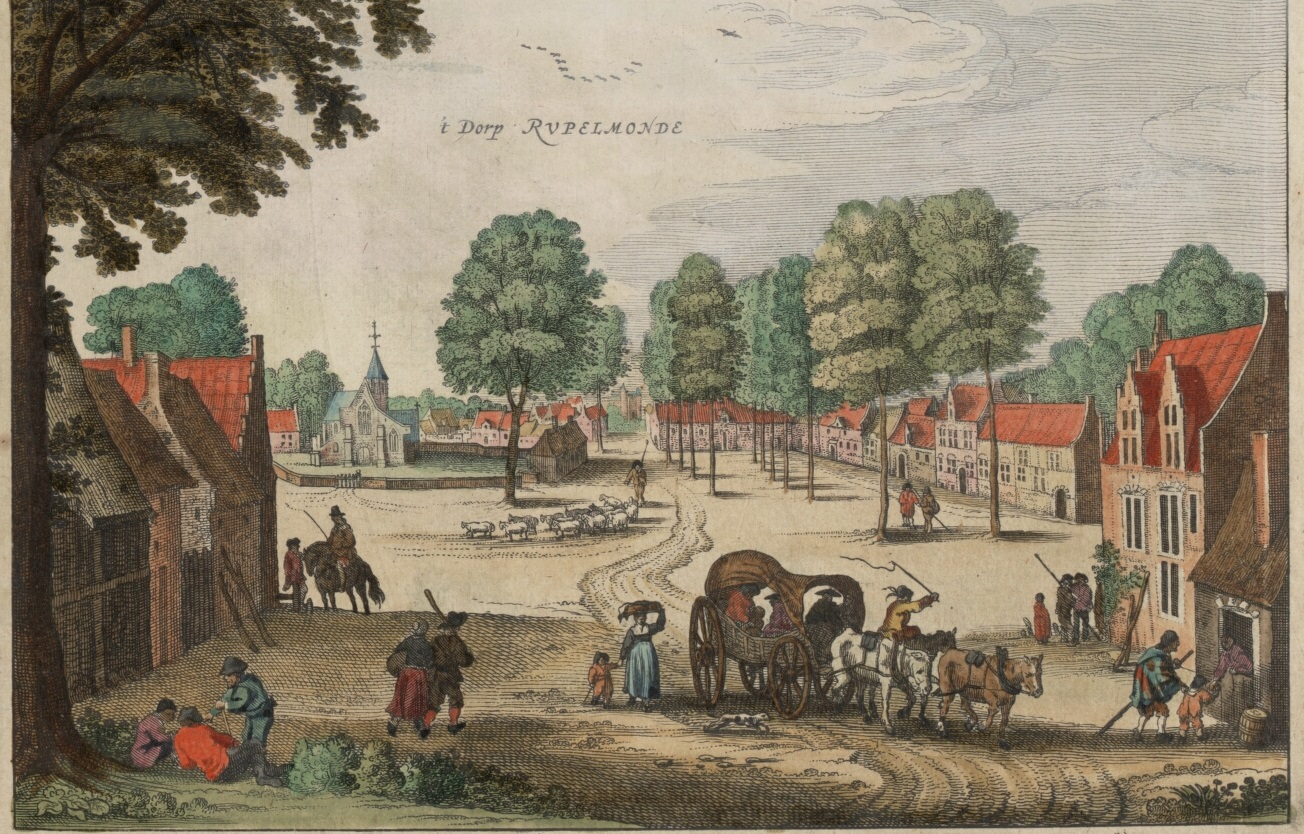
Centrum van Rupelmonde in de 17e eeuw (afbeelding uit Flandria illustrata, 1641)

### Hedendaagse tijd
Vanaf de 19e eeuw begon weer een periode van economische voorspoed, vooral door bloei van de steenbakkerijen en zoutziederijen. Deze sectoren werden echter weer opgeheven vanwege de kleine oppervlakte van de stad en het gebrek aan uitbreidingsmogelijkheden. De steenbakkerijen vertrokken rond 1880 naar een nabijgelegen dorp, dat daarna Steendorp werd genoemd. In de 19e eeuw werden in Rupelmonde jaarlijks ongeveer 16 miljoen stenen gebakken.
Vanaf 1904 tot 1952 werd Rupelmonde bediend door tramlijn H van Hamme naar Antwerpen-Linkeroever.
Tijdens de Eerste Wereldoorlog werd er ter hoogte van Rupelmonde – net als in Antwerpen – een tijdelijke pontonbrug aangelegd om inwoners van Klein Brabant die op de vlucht waren voor oprukkende Duitse troepen een veilige oversteek te bieden.
Tijdens de Tweede Wereldoorlog werd de stadskern in 1944 getroffen door een Duitse V2-raket, waarbij tien doden vielen.

### 21e eeuw
Tegenwoordig is Rupelmonde een rustig dorpje, dat meer dan gewone aandacht geniet van vele toeristen. Deze voelen zich aangetrokken door de alom aanwezige historische sfeer met de unieke, Spaanse molen en de burchtruïne Graventoren op het Mercatoreiland aan het oude, in 2021 in ere herstelde oude haventje aan de waterloop Vliet als voornaamste trekpleisters. De gemeente Kruibeke maakte van de door de Sigmawerken uitgevoerde verhoging van de Scheldedijk en verharding van het jaagpad (als wandel- en fietsverbinding) langs de Schelde gebruik om het Mercatoreiland her in te richten. De centrale zone van de ontharde en vergroende historische site zal voortaan dienst doen als plein voor lokale evenementen.

## Bestuur

### Feodale heren van Rupelmonde
Vanouds ressorteerde de stad Rupelmonde rechtstreeks onder de graaf van Vlaanderen. In 1659 verkocht de graaf de heerlijkheid aan Filips van Récourt, die op dat moment al baron van Wissekerke (op het grondgebied van het huidige Bazel) was en hiermee de eerste "heer van Rupelmonde" werd. Zijn zoon, ook Filips geheten, werd tot "graaf van Rupelmonde" verheven, een titel die bewaard bleef tot het einde van het ancien régime.
1. Filips van Recourt-Licques (* 1635) ⚭ Maria Magdalena de Smidt van Beerlandt
2. Filips van Recourt-Licques († 1682) ⚭ Maria Anna Eusebia Truchses
3. Maximiliaan Filips Jozef Eugeen van Recourt-Lens-Boulogne-Licques († 1710) ⚭ Maria Margaretha Isabella van Alègre
4. Ivo Maria Jozef van Récourt-Lens-Boulogne-Licques († 1745) ⚭ Maria Christina Christiana van Grammont
5. Maximiliaan Emmanuel van de Kethulle († 1756) ⚭ Maria Theresia Coleta Ghislena van Brouchoven
6. Jan Joost van de Kethulle († 1778)
7. Anna Francisca van de Kethulle († 1799) ⚭ Mathias Xaveer Ghellinck († 1788)
8. Filips Lodewijk Maria Ghislenus Vilain XIIII (1778-1856) ⚭ Sophia Louisa Zoë van Feltz (1780-1853)

### Burgemeesters van Rupelmonde
Deze namen dateren van voor de fusie van Belgische gemeenten, toen Rupelmonde nog zelfstandig was.
- 16e eeuw: Nicolaas de Beudele (158*) en Jan van Steelant (omtrent 1585),
- 17e eeuw: Gillis van Voorde (161*), Hendrik Boots (1620), Pieter van Mieghem (16**), Michiel Deysburch (1630), Geeraard Patheet (16**), Frans Tolbent (1644), Hendrik Martens (1646), Pieter van Meyem (1658), Joost Verstraeten (1669), Michiel Smet (1683) en G. van Galissen (1696).
- 18e eeuw: Pieter Smet (17**), Gillis De Lamper (1736), Joost Verleyen (1740), Jan-Baptiste de Smet (1755), Jan Claus (1766), Jan-Frane Lyssens (175*), Jacob Rottier (1781) en Egidius Verheyen (1793).
- 19e eeuw: Josephus Judocus de Pauw (1801), Judocus Franciscus Goetgebeur (1803), Graaf Philip Vilain XIIII (1812), Burggraaf Alfred Vilain XIIII (1836), J.F. Verest-Tolliers (1850) en F. van Ooteghem (1879).

## Demografische ontwikkeling
- Bronnen:NIS, Opm:1831 tot en met 1970=volkstellingen; 1976 = inwoneraantal op 31 december

## Bezienswaardigheden
- De Onze-Lieve-Vrouw-Bezoekingkerk dateert uit 1757-1758. De kerk bevat vele beelden en een schilderij "Bezoek van Maria aan haar nicht Elisabeth". Dit is een kopie naar een schilderij van Jacob Jordaens, die het voor deze kerk maakte. Het originele schilderij werd in 1794 door de Fransen gestolen en bevindt zich thans in Lyon. De bouwjaren van de kerk worden op drie gevels in een chronogram weergegeven (zie foto).
- Op het marktplein van Rupelmonde staat een standbeeld van Gerardus Mercator.
- De Spaanse molen is een getijdenmolen die volledig maalvaardig en gerestaureerd is sinds 1997.
- Graventoren op het Mercatoreiland, met een klein museum. Dit is het restant van het voormalige Gravenkasteel. De toren werd vereeuwigd in het album "Het "B"-gevaar" in de reeks "De avonturen van detectief Van Zwam".
- De wijk het Schelleke met zijn oude vissershuisjes.
- De vernieuwde Scheldekaai en het veer tussen Rupelmonde en Wintam.
- Verspreid over Rupelmonde staan 33 zonnewijzers, in verschillende soorten, opgesteld.

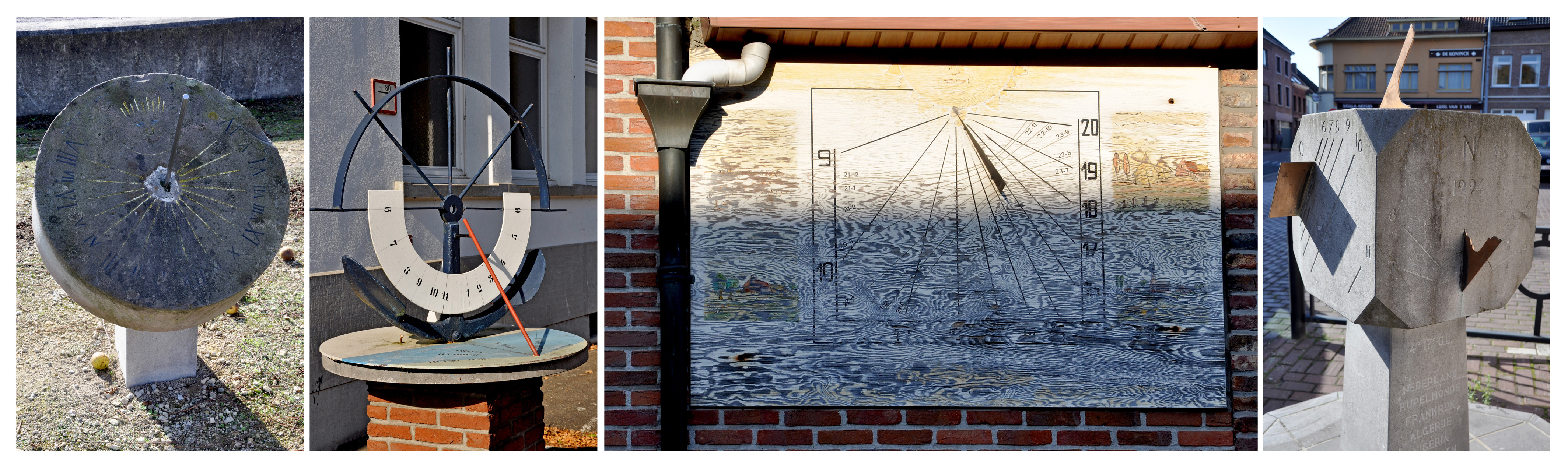
Rupelmonde, enkele van de zonnewijzers

## Fotogalerij

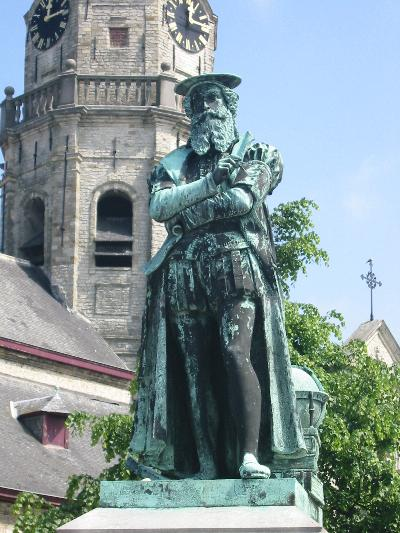
Standbeeld van Mercator op het kerkplein van Rupelmonde
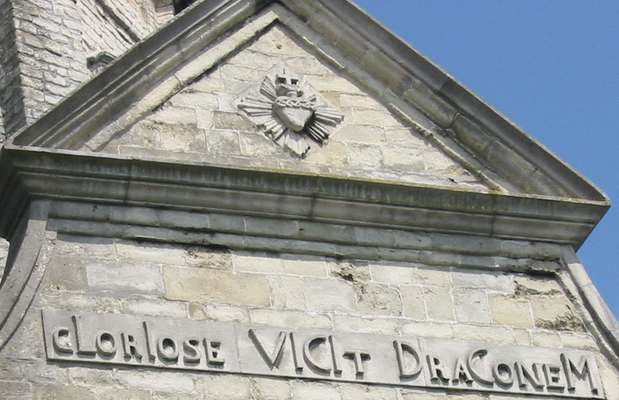
Chronogram met bouwjaar van de kerk van Rupelmonde
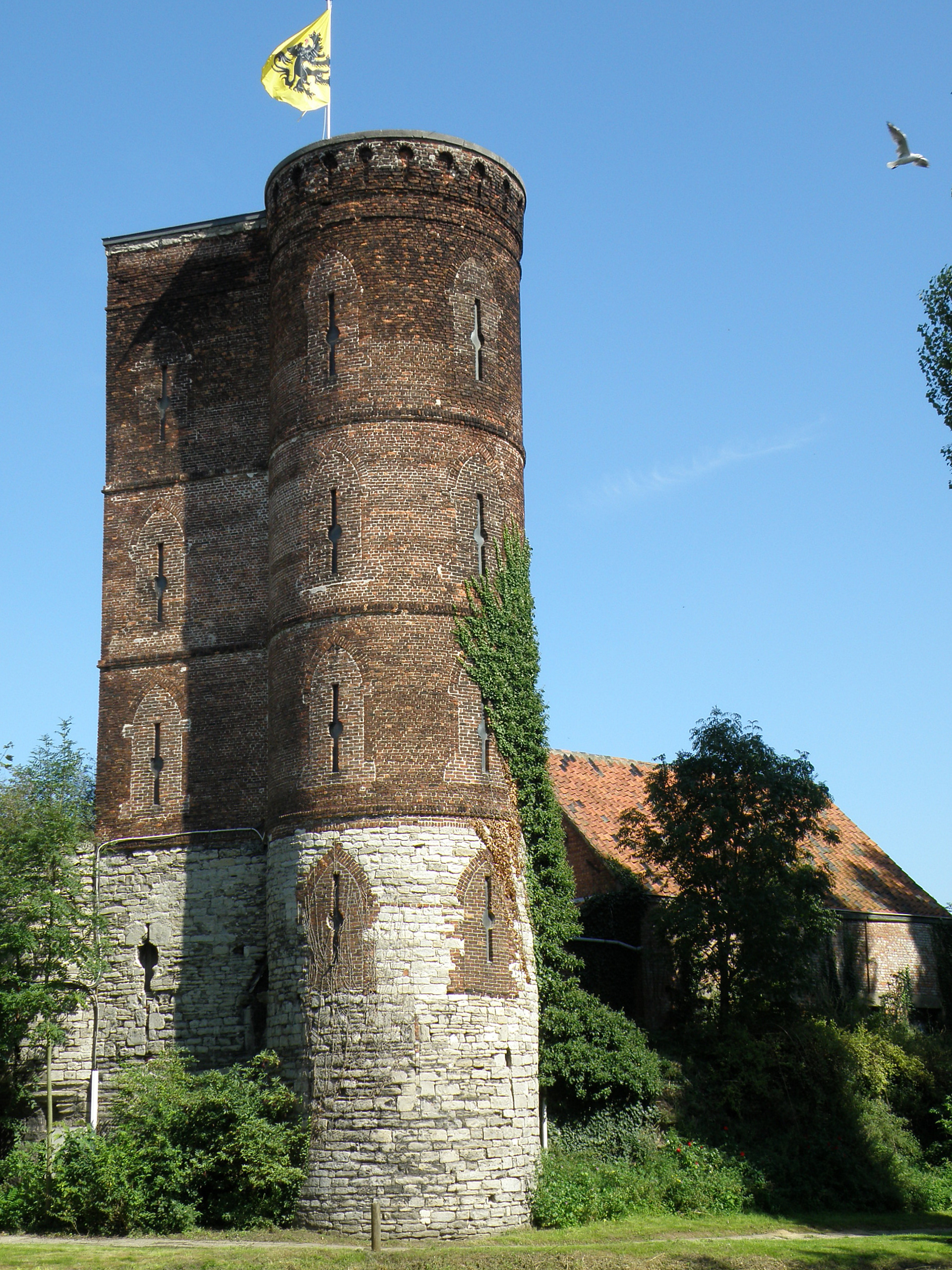
De Graventoren
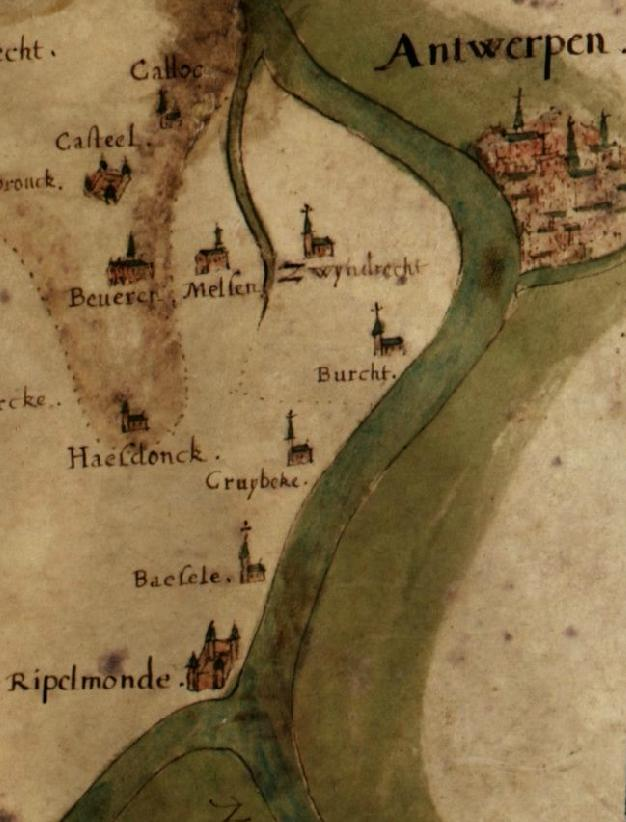
Kaart uit 1617 naar Lieven Van Tuyne met alternatieve schrijfwijze, die het stedelijke karakter benadrukt.
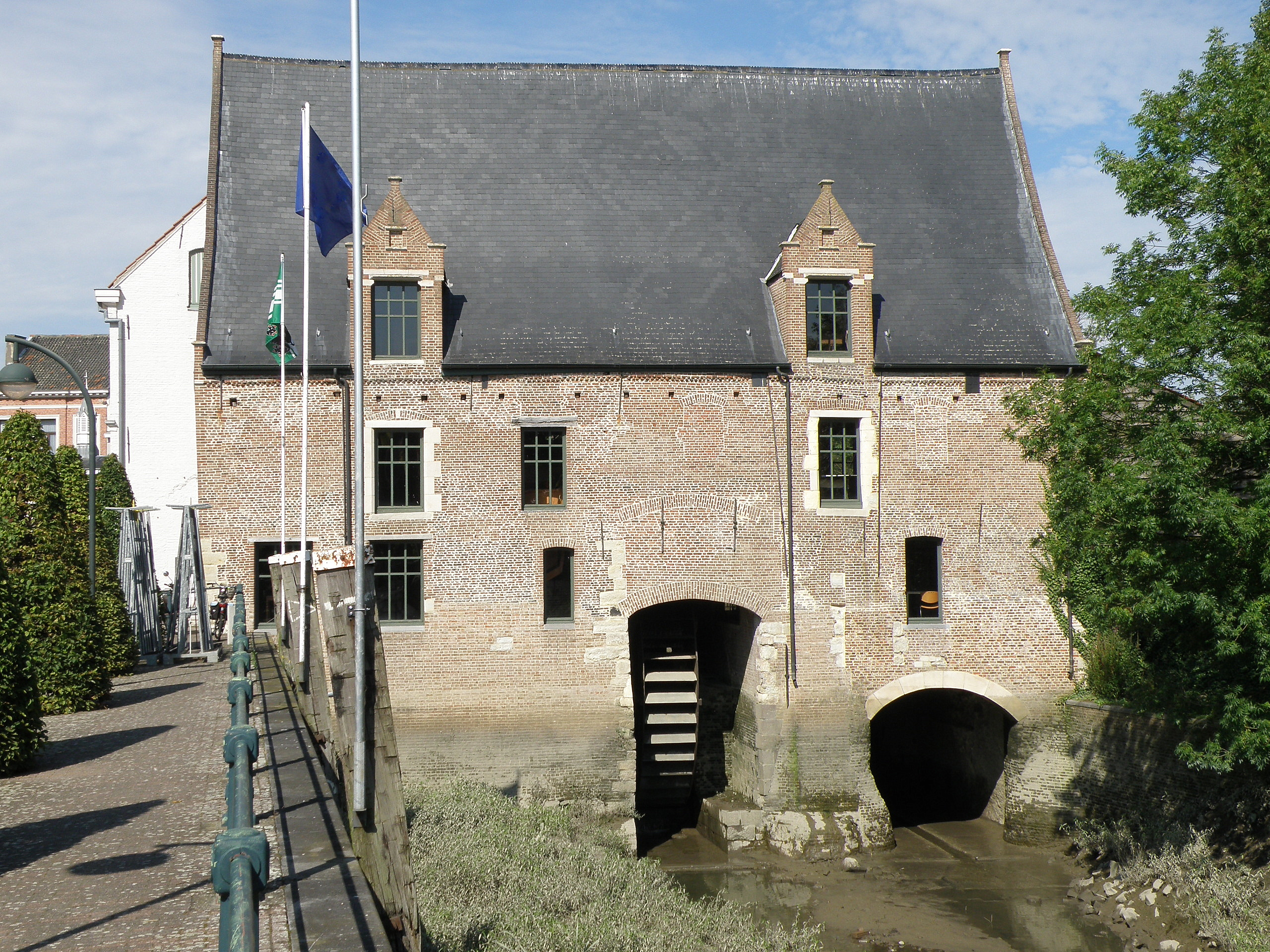
De Spaanse molen

## Natuur en landschap
Rupelmonde ligt aan de Schelde en tegenover de monding van de Rupel en van het Kanaal Brussel-Schelde. De hoogte bedraagt 2 tot 15 meter. Aan de kant van de Schelde ligt een door zomerdijken ingesloten halfoverstromingsgebied, de Polders van Kruibeke, met daarin schorren en kreken, in het bijzonder de Rupelmondse Kreek. De historische dijken, tegenwoordig fungerend als zomerdijk, waarvan al in 1299 melding werd gemaakt, zijn vaak getroffen geweest door doorbraken, getuige de vele wielen achter de dijk. In 1715 vond een grote dijkdoorbraak plaats waarbij de Rupelmondse Kreek ontstond. In 1718-1719 werd de dijk hersteld, maar de kreek bleef in het landschap achter.
Aan het oude haventje van het dorp mondt de oorspronkelijk tijgebonden beek Vliet uit in de Schelde. Het stroomopwaartse verlengde van de Vliet, de Hanewijkbeek, scheidt Rupelmonde van Bazel, waar de vijvers rond het Kasteel  Wissekerke op hun beurt verbonden zijn met de Rapenbergbeek, de enige zijwaterloop van de Vliet.

## Resultaten gemeenteraadsverkiezingen
Onderstaande tabel toont de evolutie in de zetelverdeling van de Rupelmondse gemeenteraad tussen 1922 en 1964. De getallen zijn gebaseerd op de Gazette van Temsche.
| Partij | Partij             | 1921 | 1926 | 1932 | 1938 | 1946 | 1952 | 1958 |
| ------ | ------------------ | ---- | ---- | ---- | ---- | ---- | ---- | ---- |
|        | KVB1 / KVV2 / CVP3 | 71   | 61   | 71   | 62   | 73   | 73   | 73   |
|        | LP1                | 41   | 41   | 31   | 21   | 21   | 1    | 1    |
|        | BWP1 / BSP2        | 01   | 1    | 1    | 31   | 2    | 32   | 32   |
| Totaal | Totaal             | 11   | 11   | 11   | 11   | 11   | 11   | 11   |

De zetels van de grootste partij krijgen als achtergrondkleur de partijkleur. De zetels van de gevormde coalitie staan vetjes afgedrukt.

## Wapen en vlag van de vroegere gemeente
Van de 19e eeuw tot de fusie in 1977 had Rupelmonde als zelfstandige gemeente een eigen wapen en vlag. De dubbelkoppige adelaar verwijst naar het Heilige Roomse Rijk en herinnert eraan dat Rupelmonde, net als het hele Land van Waas, eens tot Rijks-Vlaanderen behoorde. Het kasteel verwijst naar de burcht van Rupelmonde, het zwaard erboven naar de rechtsmacht van de graaf van Vlaanderen. De vlag van Rupelmonde was van blauw en geel, het blauw aan de stok, evenals de naburige gemeenten Bazel en Temse.

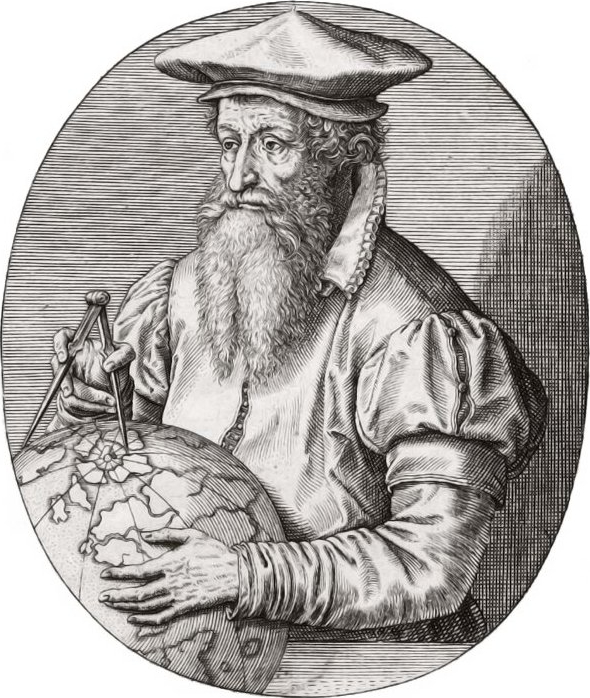
Gerardus Mercator

## Geboren in Rupelmonde
- Gerardus Mercator (1512-1594), cartograaf en graveur

## Trivia
- In de vroege 17de eeuw was het stadje in het bezit van een eigen rederijkerskamer. In 1611 zien we de eerste vermelding van deze literaire kring genaamd De Genoffelblomme; een genoffel is een anjer.
- Het Suske & Wiske-album De mollige meivis speelt zich af in het 16de-eeuwse Rupelmonde met onder meer Mercator in de hoofdrol.
- Jaarlijks vindt in Rupelmonde het muziekfestival Repmond Rock plaats.
- In het eerste weekend van augustus worden telkens de Schellekesfeesten georganiseerd, een wijkfeest sinds 1776 dat in de 20e eeuw verdween en terugkwam, en uitgroeide tot een driedaags feest met internationaal bezoek. Een reuzenstoet, oude ambachten, gastronomie en vuurwerk.

## Nabijgelegen kernen
Steendorp, Bazel
Deelgemeenten: Bazel · Beveren · Burcht · Doel · Haasdonk · Kallo · Kieldrecht · Kruibeke · Melsele · Rupelmonde · Verrebroek · Vrasene · Zwijndrecht

Overige dorpen en gehuchten: Beestenhoek · Bloempot · De Bank · Doorn · Es · Gaverland ·  Geslecht · Groot Laar · Halve Maan · Hoogeinde · Hoogstraat · Kalishoek (Doel) · Kalishoek (Melsele) · Kemphoek · Klein Laar · Melseledijk· Mosselbank (Haasdonk) · Mosselbank (Vrasene) · Nieuwe Parochie · Ouden Doel · Oudendijk · Ponjaard · Prosperpolder · Puiput · Rapenberg · Rapenburg · Saftingen · Sint-Antoniushoek · Smoutpot · Stenen Kruis · Tijskenshoek · Vendoorn · Verrebroekse Blikken · Vijfstraten · Vliegenstal · Voshoek · Westakkers · Wilden Haan · Zillebeek · Zwaantje

Belgische gemeenten · Arrondissement Sint-Niklaas · Oost-Vlaanderen · Vlaanderen